# Bessacarr
Bessacarr – wieś w Anglii, w hrabstwie ceremonialnym South Yorkshire, w dystrykcie metropolitalnym Doncaster. Leży 30 km na północny wschód od miasta Sheffield i 231 km na północ od Londynu. W 2001 miejscowość liczyła 19 803 mieszkańców.